# Кагуська сільська рада
Ка́гуська сільська рада (ест. Kahu külanõukogu, рос. Кахуский сельский совет) — сільська рада в Естонській РСР, адміністративно-територіальна одиниця в складі повіту Тартумаа (1945—1950) та Елваського району (1950—1954).

## Історія
13 вересня 1945 року на території волості Елва в Тартуському повіті утворена Кагуська сільська рада з центром у селі Калме. Головою сільської ради обраний Яан Лаурі (Jaan Lauri), секретарем — Вайке Яосаар (Vaike Jaosaar).
26 вересня 1950 року, після скасування в Естонській РСР повітового та волосного поділу, сільська рада ввійшла до складу новоутвореного Елваського сільського району.
17 червня 1954 року в процесі укрупнення сільських рад Естонської РСР Кагуська сільська рада ліквідована. Її територія поділена між Елваською та Ринґуською сільськими радами.